# Бейнеу — Бозой — Шимкент
Бейнеу — Бозой — Шимкент — трубопровід, що з'єднав газотранспортні мережі західного та східного Казахстану.
На початку 21 століття газотранспортна система Казахстану складалась з двох відокремлених частин. На заході вона групувалась навколо потужних транзитних коридорів «Середня Азія — Центр» та «Бухара — Урал», створених в радянські часи для транспортування туркменського і узбецького газу в центральні райони Росії. Від них живилось кілька газопроводів, що доставляли блакитне паливо до ряду казахських промислових центрів. На сході країни постачальником газу виступав Узбекистан через системи БГР — ТБА та Газлі — Шимкент.
Розвиток нафтогазової промисловості на заході Казахстану забезпечував зростаюче надходження природного газу. Враховуючи спорудження потужної газотранспортної системи Центральна Азія — Китай, у лінії С якої для Казахстану забронювали обсяг в 5 млрд.м3 на рік, виникла потреба у створенні маршруту поставок казахського блакитного палива на схід, де й проходив експортний трубопровід до Китаю. Крім того, це надавало б додаткову гарантію стабільного забезпечення власних споживачів газом, оскільки унеможливлювало ситуацію повного припинення поставок за бажанням узбецької сторони (як сталось у сильні морози на початку лютого 2014 року).
Будівництво розпочали в 2011 році з ділянки компресорна станція Бозой — Шимкент. Її довжина складає 1143 км, діаметр труб 1067 мм, робочий тиск 9,8 МПа. Введена в експлуатацію в кінці 2013-го, ділянка тимчасово мала пропускну здатність 2,5 млрд м3 і могла подавати на схід країни продукцію родовищ Актюбинської області, що надходила по реверсованому трубопроводу КС-13 — Бозой. Кінцевим пунктом стала компресорна станція КС-4А "Самсонівка" зі складу системи БГР — ТБА.
В 2016-му ввели в дію ділянку від Бейнеу (на трасі «Середня Азія — Центр») до Бозой. Її довжина складає 311 км, діаметр труб такий же, як і у першої черги, а робочий тиск 7,8 МПа.
В 2017-му стала до ладу компресорна станція «Караозек»,  що мало довзолити довести потужність трубопроводу до проектних 10 млрд.м3 на рік. 
В 2019-му встав до ладу газопровід "Сариарка", який починається від КС "Караозек". А на початку 2020-х почав роботу відвід до міста Байконур, споживачем блакитного палива в якому має, зокрема, стати Байконурська ТЕЦ.
Система Бейнеу — Бозой — Шимкент може працювати з підземним сховищем Бозой.